# Petra Kamstra
Petra Kamstra (Rotterdam, 18 maart 1974) is een voormalig tennisspeelster uit Nederland. Zij begon haar professionele carrière in 1989. Haar laatste officiële wedstrijd speelde zij in 1998.

## Loopbaan
Bij de junioren won Kamstra in 1990 in Miami Beach de Orange Bowl in de categorie tot en met 16 jaar.
Op de WTA-tour wist zij geen enkelspeltitel te behalen. Haar hoogste ranking in het enkelspel was 70e (oktober 1995). In 1995 bereikte zij als kwalificante op Wimbledon de vierde ronde, waarin zij verloor van de Spaanse Conchita Martínez.
In het dubbelspel wist zij één titel op de WTA-tour te winnen: in 1995 in het Indonesische Surabaya met Tina Križan.
Kamstra werd twee keer uitgeroepen tot "Rotterdams Sportvrouw van het jaar" (in 1990 en in 1992).

## Posities op deWTA-ranglijst
Positie per einde seizoen:
| jaar | rang enkelspel | rang dubbelspel |
| ---- | -------------- | --------------- |
| 1990 | 293            | 544             |
| 1991 | 121            | 515             |
| 1992 | 279            | 406             |
| 1993 | 196            | 284             |
| 1994 | 137            | 385             |
| 1995 | 76             | 98              |
| 1996 | 203            | 758             |
| 1998 | 414            | –               |

## Palmares

### WTA-finaleplaatsen enkelspel
geen

### WTA-finaleplaatsen vrouwendubbelspel
| nr.              | finale     | toernooi     | ondergrond | partner     | tegenstandsters             | score         |
| ---------------- | ---------- | ------------ | ---------- | ----------- | --------------------------- | ------------- |
| gewonnen finales |            |              |            |             |                             |               |
| 1.               | 1995-10-08 | WTA Surabaya | hardcourt  | Tina Križan | Stephanie Reece Nana Miyagi | 2-6, 6-4, 6-1 |

## Resultaten grandslamtoernooien
| Legenda | Legenda                          |
| ------- | -------------------------------- |
| g.t.    | geen toernooi gehouden           |
| l.c.    | lagere categorie                 |
| –       | niet deelgenomen                 |
| G       | uitgeschakeld in de groepsfase   |
| 1R      | uitgeschakeld in de eerste ronde |
| 2R      | uitgeschakeld in de tweede ronde |
| 3R      | uitgeschakeld in de derde ronde  |
| 4R      | uitgeschakeld in de vierde ronde |
| KF      | uitgeschakeld in de kwartfinale  |
| HF      | uitgeschakeld in de halve finale |
| F       | de finale verloren               |
| W       | het toernooi gewonnen            |
| w-v     | winst/verlies-balans             |

### Enkelspel
| Toernooi        | 1991 | 1992 | 1993 | 1994 | 1995 | 1996 |
| --------------- | ---- | ---- | ---- | ---- | ---- | ---- |
| Australian Open | 3R   | 1R   | –    | –    | –    | –    |
| Roland Garros   | –    | –    | –    | 1R   | –    | 2R   |
| Wimbledon       | 1R   | –    | –    | –    | 4R   | 1R   |
| US Open         | –    | –    | 1R   | –    | 1R   | –    |

### Vrouwendubbelspel
| Toernooi        | 1995 | 1996 |    | 1998 |
| --------------- | ---- | ---- | -- | ---- |
| Australian Open | –    | –    | –  |      |
| Roland Garros   | –    | 1R   | 1R |      |
| Wimbledon       | 1R   | –    | –  |      |
| US Open         | –    | –    | –  |      |